# 磁器口大街
39°53′24″N 116°25′05″E / 39.8900795°N 116.4181163°E
磁器口大街是位于中国北京市东城区南部的一条大街。

## 简介
磁器口大街北起珠市口东大街，南到天坛路。因为旧时此街有瓷器店而得名。明朝时，此地名“蒜市口南”，因当时崇文门外设摊叫卖大蒜的人员较多而得名。因街内有天仙圣母娘娘庙，清朝乾隆年间名“娘娘庙街”。清朝光绪时，改称“磁器口”。因为此处有两家瓷器店，生意兴隆，名扬北京，故得名。后来，在该街上陆续开有许多瓷器铺，街两旁还设有瓷器摊，“磁器口”之名更加名副其实。1965年，红桥大街并入，统称“磁器口大街”。
磁器口大街原来各种车辆一起通行，非常拥挤。1977年，新辟了崇文门外大街南段之后，磁器口大街停止行驶大型车辆，办起农贸市场及红桥商品市场。原来街东侧的磁器口东一巷、磁器口东二巷被分隔成东、西两段。